# Sylvana van Hees
Sylvana van Hees (Roosendaal, 4 april 1993) is een Nederlands rolstoelbasketbalster. Van Hees komt uit voor Doneck Dolphins Trier waar ze speelt als forward. Eerder speelde ze bij Rotterdam Basketball, Arrows’81 en RBVM.
In 2019 maakte van Hees haar EK-debuut bij het Nederlandse nationale team op het Europees kampioenschap in Rotterdam, waar de Nederlands ploeg goud won. Met het Nederlandse team won ze ook goud tijdens de Paralympische Zomerspelen van 2020 (Tokio) en 2024 (Parijs) en de wereldkampioenschappen van 2022 (Dubai).
Van Hees kreeg op tweejarige leeftijd hersenvliesontsteking die pas laat werd herkend waardoor haar benen en rechteronderarm moesten worden geamputeerd.  In 2008, op haar zestiende, maakte ze tijdens een clinic kennis met rolstoelbasketbal. Van Hees heeft een opleiding grafische vormgeving afgerond en studeert 'Leisure & Events Management' aan de Hogeschool Rotterdam.

## Resultaten
Europees kampioenschap 2019 in Rotterdam
 Paralympische Zomerspelen 2020 in Tokio
 Wereldkampioenschap 2022 in Dubai
 Paralympische Zomerspelen 2024 in Parijs
Mariska Beijer · Chèr Korver · Saskia Pronk · Carina de Rooij · Jitske Visser · Ilse Arts · Bo Kramer · Sylvana van Hees · Julia van der Sprong · Lindsay Frelink · Ylonne Post · Xena Wimmenhoeve
Mariska Beijer · Chèr Korver · Saskia Pronk · Carina de Rooij · Jitske Visser · Ilse Arts · Bo Kramer · Sylvana van Hees · Julia van der Sprong · Lindsay Frelink · Anouk Taggenbrock · Xena Wimmenhoeve